# Felipe Melo
Felipe Melo de Carvalho, född 26 juni 1983 i Volta Redonda, är en brasiliansk fotbollsspelare (mittfältare) som spelar för Fluminense.

## Klubbkarriär
Melo började sin karriär i Flamengo, Cruzeiro och Grêmio i Brasilien. Melo flyttade till Spanien och skrev på för Real Mallorca slutet av säsongen 2004/2005. Han skev senare på för Racing Santander, där han spelade två säsonger innan han flyttad till Almería.
Efter en bra första säsong i Almería, skrev Melo på för den italienska Serie A-klubben Fiorentina för 13 miljoner euro säsongen 2008/2009. Det var bekräftat efter Almerías match mot Recreativo i La Liga. Han gjorde sin debut i den första matchen i den tredje kvalomgången av UEFA Champions League mot Slavia Prag och gjorde sitt första mål för klubben mot Atalanta i Serie A.
Den 30 juni 2009 skrev han på ett nytt 5-årskontrakt med ACF Fiorentina, men sedan i juli var det bekräftat att han skulle gå till Juventus i stället efter att man han köpt honom för 250 miljoner SEK. Den 30 augusti 2009 gjorde Felipe Melo sitt första mål i Serie A för Juventus då han sköt in 3 – 1 målet i slutet av matchen mot AS Roma på Stadio Olimpico i Rom.
Spelar nu i Inter, Milano
I januari 2017 skrev "Pitbull" på för brasilianska Sociedade Esportiva Palmeiras.

## Internationell karriär
Melo gjorde sin landslagsdebut för Brasilien den 10 februari 2009 mot Italien i en vänskapsmatch som Brasilien vann med 2–0. Han gjorde sitt första landslagsmål i kvalspelet till världsmästerskapet i fotboll 2010 mot Peru, där Brasilien vann med 3–0. I Fifa Confederations Cup 2009, gjorde Melo det första målet i 3–0 vinsten mot USA. Melo startade i alla fem matcherna och Brasilien vann hela turneringen.
Under fotbolls-VM 2010 blev Melo stor syndabock i kvartsfinalmatchen mot Nederländerna. Han blev utvisad. Brasilien förlorade matchen med 1–2.

### Internationell statistik
uppdaterad per den 29 juni 2009
| Landslag  | Klubb          | Säsong    | Matcher | Mål |
| --------- | -------------- | --------- | ------- | --- |
| Brasilien | ACF Fiorentina | 2008–2009 | 10      | 2   |
| Brasilien | ACF Fiorentina | 2009–2010 |         |     |
| Totalt    | Totalt         | Totalt    | 10      | 2   |

| Internationella matcher och mål | Internationella matcher och mål | Internationella matcher och mål | Internationella matcher och mål | Internationella matcher och mål | Internationella matcher och mål | Internationella matcher och mål                   |
| Nr                              | Datum                           | Arena                           | Motståndare                     | Resultat                        | Mål                             | Tävling                                           |
| 2008/2009                       | 2008/2009                       | 2008/2009                       | 2008/2009                       | 2008/2009                       | 2008/2009                       | 2008/2009                                         |
| ------------------------------- | ------------------------------- | ------------------------------- | ------------------------------- | ------------------------------- | ------------------------------- | ------------------------------------------------- |
| 1.                              | 10 februari 2009                | London, England                 | Italien                         | 2–0                             | 0                               | Vänskapsmatch                                     |
| 2.                              | 29 mars 2009                    | Quito, Ecuador                  | Ecuador                         | 1–1                             | 0                               | Kvalspelet till världsmästerskapet i fotboll 2010 |
| 3.                              | 1 april 2009                    | Porto Alegre, Brasilien         | Peru                            | 3–0                             | 1                               | Kvalspelet till världsmästerskapet i fotboll 2010 |
| 4.                              | 6 juni 2009                     | Montevideo, Uruguay             | Uruguay                         | 4–0                             | 0                               | Kvalspelet till världsmästerskapet i fotboll 2010 |
| 5.                              | 10 juni 2009                    | Recife, Brasilien               | Paraguay                        | 2–1                             | 0                               | Kvalspelet till världsmästerskapet i fotboll 2010 |
| 6.                              | 15 juni 2009                    | Bloemfontein, Sydafrika         | Egypten                         | 4–3                             | 0                               | Fifa Confederations Cup 2009                      |
| 7.                              | 18 juni 2009                    | Pretoria, Sydafrika             | USA                             | 3–0                             | 1                               | Fifa Confederations Cup 2009                      |
| 8.                              | 21 juni 2009                    | Pretoria, Sydafrika             | Italien                         | 3–0                             | 0                               | Fifa Confederations Cup 2009                      |
| 9.                              | 25 juni 2009                    | Johannesburg, Sydafrika         | Sydafrika                       | 1–0                             | 0                               | Fifa Confederations Cup 2009                      |
| 10.                             | 28 juni 2009                    | Johannesburg, Sydafrika         | USA                             | 3–2                             | 0                               | Fifa Confederations Cup 2009                      |

## Meriter
Flamengo
- Campeonato Carioca: 2001
- Copa dos Campeões: 2001

Cruzeiro
- Campeonato Brasileiro Série A: 2003
- Copa do Brasil: 2003
- Campeonato Mineiro: 2003

Internationellt
- Fifa Confederations Cup: 2009